# Macabre (專輯)
《MACABRE》是日本搖滾樂團Dir en grey於2000年發行的第2張錄音室專輯。

## 專輯簡介
- 和前張專輯相比，除了《脈》和《［KR］cube》兩首單曲外，所有歌曲皆由成員編曲及製作，保持專輯整體一貫的風格。
- 初回限定版的包裝中，CD外殼以特殊方式印刷，背蓋中嵌入五顆木製念珠。

## 曲目
全曲作詞：京     編曲：Dir en Grey
1. Deity 
作曲：Dir en Grey
以合成音效展開，副歌旋律以匈牙利舞曲第五號為基礎；歌詞以俄語寫成，日語意譯的版本收錄於京的詩集之中。
2. 脈 
作曲：Dir en Grey
第二張單曲作品的專輯版本, 歌曲前奏和尾奏有所變更。
3. 理由
作曲：Die
歌詞以日記方式，描寫墜樓途中主角的心境自白與回憶。
4. egnirys cimredopyh 
+) an injection
作曲：Toshiya
歌名由於法令限制的關係，以特殊的書寫方式表示。歌詞內容包含許多暗喻的詞彙。
5. Hydra  
作曲：薰
2007發售的單曲《Dozing Green》當中，包含重新編曲版本的《Hydra-666-》
6. 螢火
作曲：Shinya
7. 【KR】Cube
作曲：Dir en Grey
 第五張單曲。
8. Berry 
作曲：薰 
以兒童的觀點，描寫家庭暴力發生的情境；間奏帶有濃厚的中東色彩。
9. MACABRE -揚羽ノ羽ノ夢ハ蛹-
作曲：薰
專輯同名曲，長度達10分鐘以上。歌詞的觀點以被捕食者及捕食者的雙重角度交叉進行。
10. audrey
作曲：Die
11. 羅剎國
作曲：Dir en Grey
以重金屬的編曲風格構成。
12. Zakuro（ザクロ；石榴）
作曲：薰
13. 太陽之碧（太陽の碧）
作曲：薰
第六張單曲作品。曲調由專輯整體的暗鬱風格一轉，最後以明朗的曲風作結。 另曾作為當時TBS電視台晨間新聞天氣預報時的背景音樂。